# Amebix
Amebix – zespół  crust punkowy,  założony w Anglii w miejscowości Bristol w 1978 roku. 
Uważany za pioniera crust punka. Założyli go bracia Rob Miller i Chris Miller. Pod koniec 1978 grupie nadano nazwę "THE BAND WITH NO NAME". Utwór "University Challenged" z tegoż okresu dostał się na składankę "'Bullshit Detector 1". W zespole dochodziło do częstych zmian perkusistów, czasami dołączali klawiszowcy. Amebix działał do 1987 roku lecz w 2008 reaktywował się. W 2011 r. wydali dobrze przyjęty album "Sonic Mass", a 28 listopada 2012 r. zespół ponownie zakończył działalność.

## Skład

### 1979
- Billy Jug - perkusja
- Ric Gadsby - gitara basowa
- Chris Miller (Stig) - gitara
- Rob Miller (Baron) - wokal

### 1982
- The Baron Rockin Von Aphid (Rob Miller) - gitara basowa, wokal
- Stig Maximus "Stig Da Pig" (Chris Miller) - gitara
- Norman - syntezator
- Virus - perkusja

### 1983
- The Baron Rockin Von Aphid (Rob Miller) - gitara basowa, wokal
- Stig Maximus "Stig Da Pig" (Chris Miller) - gitara
- Jenghiz - Synth (na EP "No Sanctuary")
- Virus - perkusja

### 1985
- The Baron Rockin Von Aphid (Rob Miller) - gitara basowa, wokal
- Stig Maximus "Stig Da Pig" (Chris Miller) - gitara
- George The Dragon - syntezator
- Spider - perkusja

### 1987
- The Baron Rockin Von Aphid (Rob Miller) - gitara basowa, wokal
- Stig Maximus "Stig Da Pig" (Chris Miller) - gitara
- A. Droid - kalwisze i syntezator
- Spider "Arachno Blaster" - perkusja

### od 2008
- The Baron Rockin Von Aphid (Rob Miller) - gitara basowa, wokal
- Stig Maximus "Stig Da Pig" (Chris Miller) - gitara
- Roy Mayorga - perkusja

## Dyskografia

### Albumy studyjne
- 1982 – Who's the Enemy (Spiderleg Records)
- 1983 – Winter (Spiderleg Records)
- 1984 – No Sanctuary (Spiderleg Records)
- 1985 – Arise! (Alternative Tentacles)
- 1987 – Monolith (Heavy Metal Records)
- 2011 - Sonic Mass (Easy Action & Amebix Records)

### Dema i kompilacje
- 1979 – Amebix
- 1987 – Right to Ride
- 1993 – The Power Remains (Skuld Releases)
- 2008 – No Sanctuary: The Spiderleg Recordings(Alternative Tentacles)

### Albumy koncertowe
- 1985 – No Gods
- 1986 – No Masters
- 1997 – Make Some Fucking Noise